# Orlando Figes
Orlando Figes (pronuncia-se /ˈfaɪdʒiːz/) (Grande Londres, 20 de novembro de 1959) é um historiador inglês, professor de História no Birkbeck College, na Universidade de Londres. É um dos maiores especialistas actuais em história da Rússia desde o século XVIII.
Estudou história na Universidade de Cambridge onde foi, mais tarde, professor de história e membro do Trinity College.
Faz parte do conselho editorial da revista Russian History, escreve para a imprensa internacional, transmite na televisão e no rádio, faz críticas para o New York Review of Books e é membro da Royal Society of Literature.

## Início de vida e educação
Nascido em Islington, norte de Londres, em 1959, é filho de John George Figes e da escritora feminista Eva Figes, cuja família judia fugiu da Alemanha Nazista em 1939. Frequentou a William Ellis School, no norte de Londres, e estudou História no Gonville and Caius College, Cambridge, graduando-se com uma dupla estrela em 1982. Completou seu doutorado no Trinity College, Cambridge, onde foi bolsista e professor de história de 1984 a 1999, antes de suceder Richard J. Evans como professor de história no Birkbeck, Universidade de Londres.
É casado com a advogada de direitos humanos Stephanie Palmer, professora sênior de direito na Universidade de Cambridge e advogada do Blackstone Chambers London. Eles têm duas filhas, Lydia e Alice. Mora em Londres e é um torcedor do Chelsea Football Club. Sua irmã mais velha foi a autora e editora Kate Figes.
Numa entrevista com Andrew Marr em 1997, se descreveu como "um partidário do Partido Trabalhista e 'um pouco de Tony Blair', apesar de confessar, quando se tratava da revolução, ser levemente pró-menchevique".

## Obras
- Peasant Russia, Civil War (1989)
- A People’s Tragedy: The Russian Revolution: 1891-1924, Penguin Books, 1998, editado em português como "A tragédia de um povo"
- Natasha's Dance: A Cultural History of Russia (2002), editado em português como "História Cultural da Rússia"